# Viber
Viber je aplikacija za internetno telefonijo in takojšnje sporočanje japonskega podjetja Rakuten, na voljo brezplačno za okolja Android, iOS, Microsoft Windows, macOS in Linux. Uporabnike identificira po njihovi mobilni telefonski številki, a je na voljo tudi za osebne računalnike brez mobilne povezave. Poleg neposrednih klicev vključuje plačljivo storitev Viber Out za klice v mednarodna statična in mobilna omrežja ter omogoča prenos tekstovnih sporočil in avdio ter video posnetkov med uporabniki.
Programsko opremo je leta 2010 razvilo izraelsko podjetje Viber Media, leta 2014 pa je omrežje odkupila korporacija Rakuten za 900 milijonov USD. Po podatkih podjetja je imelo leta 2018 milijardo uporabnikov.